# Бетелдорф
Бетелдорф (њем. Betteldorf) општина је у њемачкој савезној држави Рајна-Палатинат. Једно је од 109 општинских средишта округа Вулканајфел. Према процјени из 2010. у општини је живјело 287 становника. Посједује регионалну шифру (AGS) 7233006.

## Географски и демографски подаци
Бетелдорф се налази у савезној држави Рајна-Палатинат у округу Вулканајфел. Општина се налази на надморској висини од 540 метара. Површина општине износи 3,3 km².

## Становништво
У самом мјесту је, према процјени из 2010. године, живјело 287 становника. Просјечна густина становништва износи 87 становника/km².